# ブラジルの文化
ブラジルの文化

## 食文化
- シュハスコ（シュラスコ）
- フェジョアーダ（フェイジョアーダ）

## 宗教
- カンドンブレ
- ウンバンダ

## スポーツ

### サッカー
ブラジルは、誰もが認める世界一のサッカー大国である。庶民の楽しみの最も大きい部分を占めており、一スポーツの域を越えている。各州にプロリーグがあるほどチーム数が多い。代表の試合は特に注目され、代表の監督は常に批評の的にされる。元代表のスーパースターが監督であったとしても、不甲斐ない試合があるとすぐに解任の噂が流れる。W杯に限らず、代表チームが不振だと社会問題に発展する。